# 莲花镇 (秦安县)
莲花镇，是中华人民共和国甘肃省天水市秦安县下辖的一个乡镇级行政单位。

## 行政区划
莲花镇下辖以下地区：
莲花村、袁山村、上河村、曾梁村、仁义村、桑川村、冯沟村、郭河村、姜寨村、湫果村、槐龙村、大庄村、阳湾村、湾儿村、高楼村、小户村、新庄湾村、范墩村、董湾村、川子村、好地村、董新村、吴湾村、姚洼村、马曲村和双庙村。